# Moussa Thiégboro Camara
Moussa Thiégboro Camara, né le 31 décembre 1968 à Beyla, est un militaire guinéen. Il est membre du conseil national pour la démocratie et le développement et secrétaire d’état à la présidence de la république chargé des services spéciaux, de la lutte anti-drogue et du grand banditisme.

## Biographie

### Enfance et éducation
Moussa naît le 31 décembre 1968 à Belya.

### Carrière
Il est nommé secrétaire d’état à la présidence de la république chargé des services spéciaux, de la lutte anti-drogue et du grand banditisme du gouvernement Komara dirigé par Kabiné Komara. Il devient capitaine en avril 2009. Le journal Jeune Afrique évoque de fortes tensions entre membres du CNDD à la suite des événements du 28 septembre 2009.
Moussa Tiéboro Camara figure en vingt-huitième position sur la liste de personnalités guinéennes soumises à interdiction d'entrée ou de passage en transit sur le territoire de l'Union, établie par l'Union européenne à la suite du massacre du 28 septembre 2009 au stade de Conakry, dans le but de sanctionner les membres du CNDD et les personnes associées, « qui sont responsables de la répression violente qui a eu lieu le 28 septembre 2009 ou de l’impasse politique dans laquelle se trouve le pays ». Il figure également à la suite de cette répression violente sur la liste établie par l'Union africaine, sanctionnant l'ensemble des membres du Conseil national pour la démocratie et le développement (CNDD) ainsi que des personnalités civiles par un refus d’accorder des visas, des restrictions sur les voyages et le gel des avoirs.
Sous la présidence de  Sékouba Konaté et d'Alpha Condé, il était le directeur puis secrétaire général de l’agence nationale chargée de la lutte contre le trafic de drogue, la criminalité organisée et le terrorisme en Guinée,.

### Casier judiciaire

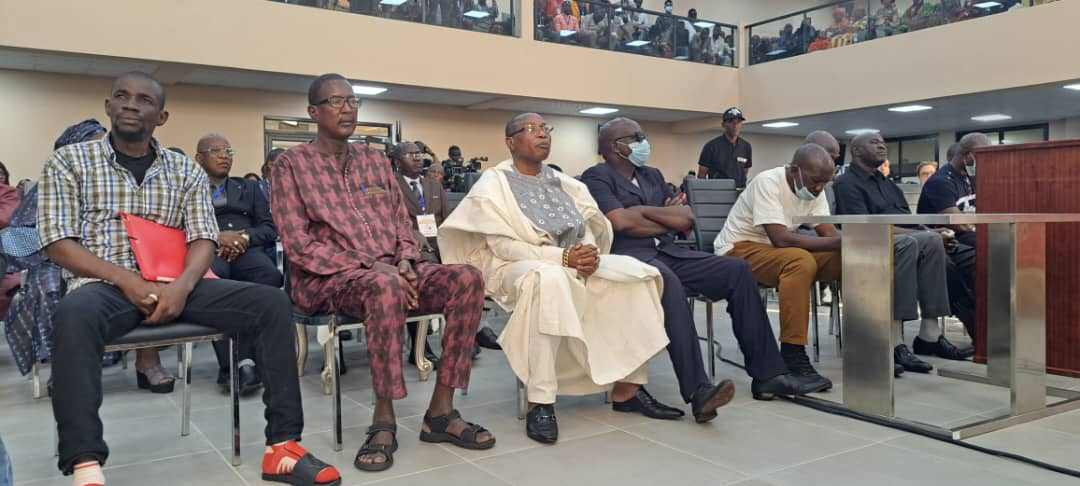

Dans l'instruction ouverte par la justice guinéenne sur les événements du 28 septembre 2009, il a été inculpé par les juges d'instruction chargés de l'affaire le jeudi 27 juin 2013.
En 2020, il a fait l'objet de poursuite judiciaire entre l’entreprise de vente de réseau Q Net et le Colonel Moussa Tiégboro Camara, directeur des services spéciaux chargés de la lutte contre la drogue et le crime organisé. accuser de vol de marchandises, pour une valeur estimée à plus de 2 millions de dollars US.

## Vie privée
Moussa Thiégboro Camara est marié a une femme et père de quatre enfants dont deux garçons et deux filles.